# Трихлоргерман
Трихлоргерман — неорганическое соединение, германиевый аналог хлороформа с формулой GeHCl3, бесцветная жидкость, дымящаяся на воздухе, гидролизуются в воде.

## Получение
- Действие нагретого хлористого водорода на металлический германий:

{\displaystyle {\mathsf {2Ge+7HCl\ {\xrightarrow {T}}\ GeHCl_{3}+GeCl_{4}+3H_{2}}}}
- на хлорид германия(II):

{\displaystyle {\mathsf {GeCl_{2}+HCl\ {\xrightarrow {40^{o}C}}\ GeHCl_{3}}}}
- или на сульфид германия(II)

{\displaystyle {\mathsf {GeS+3HCl\ {\xrightarrow {150^{o}C}}\ GeHCl_{3}+H_{2}S}}}

## Физические свойства
Трихлоргерман — это бесцветная жидкость, дымящаяся на воздухе.

## Химические свойства
- Гидролизуется водой:

{\displaystyle {\mathsf {GeHCl_{3}+H_{2}O\ \rightleftarrows {}\ GeO+3HCl}}}
- Разлагается щелочами:

{\displaystyle {\mathsf {GeHCl_{3}+5NaOH\ \rightleftarrows {}\ Na_{2}[Ge(OH)_{4}]+3NaCl+H_{2}O}}}
- При нагревании разлагается:

{\displaystyle {\mathsf {GeHCl_{3}\ {\xrightarrow {140^{o}C}}\ GeCl_{2}+HCl}}}